# Denaturant
Denaturant (substancja skażająca) – trująca lub nieprzyjemna w smaku substancja chemiczna, dodawana do wielu kosmetyków zawierających alkohol, mająca na celu zniechęcenie do ich potencjalnego spożycia. Często denaturanty zmieniają również naturalne właściwości innych substancji.